# 웅천향교
웅천향교는 진해구어 있던 향교이다.

## 향교
진해향교는 마산회원구 삼진지역에 있었다.